# Józef Pszenny
Józef Pszenny, ps. „Chwacki” (ur. 17 marca 1910 w Pruszynie, zm. 3 lutego 1993 w Chicago) – kapitan saperów Wojska Polskiego, szef Referatu Saperów „XII-s” Okręgu Warszawa AK.

## Życiorys
Na stopień porucznika został mianowany ze starszeństwem z 19 marca 1939 i 33. lokatą w korpusie oficerów saperów, grupa liniowa. W tym czasie pełnił służbę w Ośrodku Sapersko-Pionierskim 7 Dywizji Piechoty w Częstochowie na stanowisku dowódcy plutonu specjalnego.
W kampanii wrześniowej 1939, w randze porucznika, dowodził 2 kompanią saperów 7 batalionu saperów. Podczas okupacji był twórcą batalionu saperów praskich, które powstały już w 1940 roku nosząc potoczną nazwę „Bataliony Chwackiego”. Później był dowódcą oddziału dyspozycyjnego patrolu minerskiego wydzielonego w połowie 1942 roku z batalionu saperów praskich, a jednocześnie dowodził batalionem liniowym tego oddziału stanowiącym jego zaplecze kadrowo-techniczne.  W końcu lipca 1943 roku „Chwacki” został odwołany do prac w dowództwie Referatu Saperów „XII-s” Okręgu Warszawa AK, a jego stanowisko objął cichociemny Ludwik Witkowski „Kosa”.
Po wojnie przebywał na emigracji w Stanach Zjednoczonych, gdzie udzielał się w organizacjach kombatanckich.

## Akcje zbrojne
Józef Pszenny jako dowódca 3 patrolu minerskiego brał udział w następujących akcjach:
- akcji „Wieniec” przeprowadzonej w dniach 7–8 października 1942 roku[8] na linie kolejowe wokół Warszawy - jego patrol na linii Warszawa-Siedlce,
- akcji „Getto” – próbie wysadzenia części murów otaczających getto warszawskie podczas powstania w getcie warszawskim w dniu 19 kwietnia 1943 roku,
- dwóch akcjach mających na celu przejęcie uzbrojenia z niemieckich transportów kolejowych – w nocy z 11 na 12 września 1943 roku opanowano stację kolejową Skruda (obecnie Halinów) na trasie Warszawa – Siedlce w celu przejęcia pociągu wiozącego uzbrojenie na front wschodni, a w nocy z 4 na 5 października 1943 roku stację Dębe Wielkie.

## Ordery i odznaczenia
- Krzyż Srebrny Orderu Wojskowego Virtuti Militari[9]  nr 12730[10]
- Krzyż Oficerski Orderu Odrodzenia Polski (11 listopada 1986, za zasługi w pracy niepodległościowej i społecznej, zwłaszcza wśród polskich organizacji weterańskich w USA)[11].
- Krzyż Walecznych[9]